# Direttore generale delle poste degli Stati Uniti d'America
Il direttore generale delle poste degli Stati Uniti d'America (in lingua inglese United States Postmaster General) è il capo del United States Postal Service. Era membro del gabinetto del Presidente degli Stati Uniti d'America; dal luglio 1971, con la trasformazione del precedente Postal Office Department nello United States Postal Service, il direttore venne escluso dal gabinetto presidenziale.

## Elenco
| #  | Foto                           | Nome                   | Stato di residenza   | Mandato           | Mandato           | Presidente                      |
| #  | Foto                           | Nome                   | Stato di residenza   | Inizio            | Termine           | Presidente                      |
| -- | ------------------------------ | ---------------------- | -------------------- | ----------------- | ----------------- | ------------------------------- |
| 1  |                                | Samuel Osgood          | New York             | 26 settembre 1789 | agosto 1791       | Washington                      |
| 2  |                                | Timothy Pickering      | Pennsylvania         | 12 agosto 1791    | 1º gennaio 1795   | Washington                      |
| 3  |                                | Joseph Habersham       | Georgia              | 25 febbraio 1795  | 1801              | Washington                      |
| 3  | Adams                          | Joseph Habersham       | Georgia              | 25 febbraio 1795  | 1801              |                                 |
| 3  | Jefferson                      | Joseph Habersham       | Georgia              | 25 febbraio 1795  | 1801              |                                 |
| 4  |                                | Gideon Granger         | Connecticut          | 28 novembre 1801  | marzo 1814        |                                 |
| 4  | Madison                        | Gideon Granger         | Connecticut          | 28 novembre 1801  | marzo 1814        |                                 |
| 5  |                                | Return Jonathan Meigs  | Ohio                 | 17 marzo 1814     | 26 giugno 1823    |                                 |
| 5  | Monroe                         | Return Jonathan Meigs  | Ohio                 | 17 marzo 1814     | 26 giugno 1823    |                                 |
| 6  |                                | John McLean            | Ohio                 | 26 giugno 1823    | 4 marzo 1829      |                                 |
| 6  | Quincy Adams                   | John McLean            | Ohio                 | 26 giugno 1823    | 4 marzo 1829      |                                 |
| 7  |                                | William Barry Taylor   | Kentucky             | 9 marzo 1829      | 10 aprile 1835    | Jackson                         |
| 8  |                                | Amos Kendall           | Massachusetts        | 1º maggio 1835    | maggio 1840       | Jackson                         |
| 8  | Van Buren                      | Amos Kendall           | Massachusetts        | 1º maggio 1835    | maggio 1840       |                                 |
| 9  |                                | John M. Niles          | Connecticut          | 19 maggio 1840    | 4 marzo 1841      |                                 |
| 10 |                                | Francis Granger        | New York             | 6 marzo 1841      | 18 settembre 1841 | Harrison                        |
| 10 | Tyler                          | Francis Granger        | New York             | 6 marzo 1841      | 18 settembre 1841 |                                 |
| 11 |                                | Charles A. Wickliffe   | Kentucky             | 13 settembre 1841 | 4 marzo 1845      |                                 |
| 12 |                                | Cave Johnson           | Tennessee            | 6 marzo 1845      | 4 marzo 1849      | Polk                            |
| 13 |                                | Jacob Collamer         | Vermont              | 8 marzo 1849      | 22 luglio 1850    | Taylor                          |
| 14 |                                | Nathan Kelsey Hall     | New York             | 23 luglio 1850    | 31 agosto 1852    | Fillmore                        |
| 15 |                                | Samuel D. Hubbard      | Connecticut          | 31 agosto 1852    | 7 marzo 1853      | Fillmore                        |
| 16 |                                | James Campbell         | Pennsylvania         | 7 marzo 1853      | 4 marzo 1857      | Pierce                          |
| 17 |                                | Aaron Venable Brown    | Tennessee            | 6 marzo 1857      | 8 marzo 1859      | Buchanan                        |
| 18 |                                | Joseph Holt            | Kentucky             | 14 marzo 1859     | 31 dicembre 1860  | Buchanan                        |
| 19 |                                | Horatio King           | Maine                | 12 febbraio 1861  | 7 marzo 1861      | Buchanan                        |
| 20 |                                | Montgomery Blair       | Maryland             | 5 marzo 1861      | 24 settembre 1864 | Lincoln                         |
| 21 |                                | William Dennison       | Ohio                 | 24 settembre 1864 | 25 luglio 1866    | Lincoln                         |
| 21 | Johnson                        | William Dennison       | Ohio                 | 24 settembre 1864 | 25 luglio 1866    |                                 |
| 22 |                                | Alexander W. Randall   | Wisconsin            | 25 luglio 1866    | 4 marzo 1869      |                                 |
| 23 |                                | John A. J. Creswell    | Maryland             | 5 marzo 1869      | 22 giugno 1874    | Grant                           |
| 24 |                                | James William Marshall | Pennsylvania         | 3 luglio 1874     | agosto 1874       | Grant                           |
| 25 |                                | Marshall Jewell        | Connecticut          | 24 agosto 1874    | luglio 1876       | Grant                           |
| 26 |                                | James N. Tyner         | Indiana              | 12 luglio 1876    | 3 marzo 1877      | Grant                           |
| 27 |                                | David M. Key           | Tennessee            | 12 marzo 1877     | 25 agosto 1880    | Hayes                           |
| 28 |                                | Horace Maynard         | Tennessee            | 2 giugno 1880     | 4 marzo 1881      | Hayes                           |
| 29 |                                | Thomas Lemuel James    | New York             | 5 marzo 1881      | 4 gennaio 1882    | Garfield                        |
| 29 | Arthur                         | Thomas Lemuel James    | New York             | 5 marzo 1881      | 4 gennaio 1882    |                                 |
| 30 |                                | Timothy Otis Howe      | Wisconsin            | 20 dicembre 1881  | 25 marzo 1883     |                                 |
| 31 |                                | Walter Q. Gresham      | Indiana              | 3 aprile 1883     | 4 settembre 1884  |                                 |
| 32 |                                | Frank Hatton           | Iowa                 | 14 ottobre 1884   | 4 marzo 1885      |                                 |
| 33 |                                | William Freeman Vilas  | Wisconsin            | 6 marzo 1885      | 6 gennaio 1888    | Cleveland                       |
| 34 |                                | Donald M. Dickinson    | Michigan             | 6 gennaio 1888    | 4 marzo 1889      | Cleveland                       |
| 35 |                                | John Wanamaker         | Pennsylvania         | 5 marzo 1889      | 4 marzo 1893      | Harrison                        |
| 36 |                                | Wilson S. Bissell      | New York             | marzo 1893        | 3 aprile 1895     | Cleveland                       |
| 37 |                                | William Lyne Wilson    | Virginia Occidentale | 3 aprile 1895     | 5 marzo 1897      | Cleveland                       |
| 38 |                                | James Albert Gary      | Maryland             | marzo 1897        | 23 aprile 1898    | McKinley                        |
| 39 |                                | Charles Emory Smith    | Pennsylvania         | 21 aprile 1898    | 8 gennaio 1902    | McKinley                        |
| 39 | Roosevelt                      | Charles Emory Smith    | Pennsylvania         | 21 aprile 1898    | 8 gennaio 1902    |                                 |
| 40 |                                | Henry C. Payne         | Wisconsin            | 9 gennaio 1902    |                   |                                 |
| 41 |                                | Robert J. Wynne        | Washington           | 10 ottobre 1904   |                   |                                 |
| 42 |                                | George B. Cortelyou    | New York             | 6 marzo 1905      |                   |                                 |
| 43 |                                | George von L. Meyer    | Massachusetts        | 15 gennaio 1907   |                   |                                 |
| 44 |                                | Frank H. Hitchcock     | Ohio                 | 5 marzo 1909      |                   | Taft                            |
| 45 |                                | Albert S. Burleson     | Texas                | 5 marzo 1913      |                   | Wilson                          |
| 46 |                                | Will H. Hays           | Indiana              | 5 marzo 1921      |                   | Harding                         |
| 47 |                                | Hubert Work            | Colorado             | 4 marzo 1922      |                   | Harding                         |
| 48 |                                | Harry S. New           | Indiana              | 27 febbraio 1923  |                   | Harding                         |
| 48 | Coolidge                       | Harry S. New           | Indiana              | 27 febbraio 1923  |                   |                                 |
| 49 |                                | Walter Folger Brown    | Ohio                 | 5 marzo 1929      |                   | Hoover                          |
| 50 |                                | James Farley           | New York             | 4 marzo 1933      |                   | Delano Roosevelt                |
| 51 |                                | Frank C. Walker        | Montana              | 10 settembre 1940 |                   | Delano Roosevelt                |
| 51 | Delano Roosevelt, Harry Truman | Frank C. Walker        | Montana              | 10 settembre 1940 |                   |                                 |
| 52 |                                | Robert E. Hannegan     | Missouri             | 8 maggio 1945     |                   | Truman                          |
| 53 |                                | Jesse Monroe Donaldson | Illinois             | 16 dicembre 1947  |                   | Truman                          |
| 54 |                                | Summerfield Arthur E.  | Michigan             | 21 gennaio 1953   |                   | Eisenhower                      |
| 55 |                                | J. Edward Day          | Illinois             | 21 gennaio 1961   |                   | John F. Kennedy                 |
| 56 |                                | John A. Gronouski      | Wisconsin            | 30 settembre 1963 |                   | John F. Kennedy, Lyndon Johnson |
| 57 |                                | Lawrence F. O'Brien    | Massachusetts        | 3 novembre 1965   |                   | Johnson                         |
| 58 |                                | W. Marvin Watson       | Texas                | 26 aprile 1968    |                   | Johnson                         |
| 59 |                                | Winton M. Blount       | Alabama              | 22 gennaio 1969   |                   | Nixon                           |

### Dopo la riforma
- Winton M. Blount, dal 1º luglio 1971
- E. T. Klassen, dal 1º gennaio 1972
- Benjamin F. Bailar, dal 16 febbraio 1975
- William F. Bolger, dal 15 marzo 1978
- Paul N. Carlin, dal 1º gennaio 1985
- Albert Vincent Casey, dal 7 gennaio 1986
- Preston Robert Tisch dal 16 agosto 1986
- Anthony M. Frank, dal 1º marzo 1988
- Marvin Travis Runyon, dal 6 luglio 1992
- William J. Henderson, dal 16 maggio 1998
- John E. Potter, dal 1º giugno 2001
- Patrick R. Donahoe, dal 6 dicembre 2010
- Megan Brennan, dal 1º febbraio 2015
- Louis Dejoy, dal 15 giugno 2020, in carica